# 에마뉘엘 아그바두
에마뉘엘 엘리제 제제 아그바두 바도브(프랑스어: Emmanuel Elysee Djedje Agbadou Badobre, 1997년 6월 17일 ~ )는 잉글랜드 클럽 울버햄프턴 원더러스와 코트디부아르 국가대표팀에서 센터백으로 활약하고 있는 코트디부아르의 프로 축구 선수이다.

## 구단 경력

### 모나스티르
2019년 7월, 아그바두는 모나스티르와 계약했다. 2019년 9월 25일, 그는 스타드 튀니지엔과의 첫 경기를 치르며 1-0으로 승리했다.

### 오이펜
2020년 9월 1일, 그는 벨기에에 합류하여 오이펜에 합류했다. 그는 2020년 10월 30일, 헹크와의 챔피언 결정전에서 첫 프로 경기를 치렀다. 이 경기에서 그는 팀의 4-0 패배로 무승부를 기록했다.

### 랭스
2022년 6월 16일, 아그바두는 프랑스에서 랭스와 5년 계약을 체결했다.
아그바두는 2022년 8월 7일, 2022-2023년 리그 1 시즌 첫날 마르세유와의 경기에서 첫 경기를 치른다. 그는 현직이며 팀은 4골 대 1로 기울고 있다.
2024년 9월 20일, 아그바두는 랭스와의 계약을 2028년 6월까지 한 시즌 더 연장했다.

### 울버햄프턴 원더러스
2025년 1월 9일, 아그바두는 1,660만 파운드의 이적료로 프리미어리그 클럽 울버햄프턴 원더러스와 4년 반 계약을 체결했다.

## 국가대표팀 경력
아그바두는 2022년 3월 29일, 잉글랜드와의 친선 경기에서 코트디부아르 국가대표팀에 데뷔하여 3-0으로 패했다.
아그바두는 2021년 10월 8일, 말라위와의 경기에서 코트디부아르 국가대표팀에서의 첫 선발 출전을 기리고 있다. 그는 팀이 3-0으로 승리한 이 경기에서 세르주 오리에를 대신해 출전했다.